# Frank Stäbler
Frank Stäbler (né le 27 juin 1989 à Böblingen) est un lutteur allemand.

## Biographie
En septembre 2016 il participe à la 4e saison de Promi Big Brother.

## Palmarès

### Championnats du monde
- Médaille d'or en catégorie des moins de 72 kg en 2018
- Médaille d'or en catégorie des moins de 71 kg en 2017
- Médaille d'or en catégorie des moins de 66 kg en 2015
- Médaille de bronze en catégorie des moins de 67 kg en 2019
- Médaille de bronze en catégorie des moins de 66 kg en 2013

### Championnats d'Europe
- Médaille d'or en catégorie des moins de 72 kg en 2020
- Médaille d'or en catégorie des moins de 66 kg en 2012
- Médaille de bronze en catégorie des moins de 66 kg en 2014

### Jeux européens
- Médaille de bronze en catégorie des moins de 71 kg en 2015